# 1999년 아리마 기념
1999년 아리마 기념은 중앙경마의 G1급 경주 아리마 기념의 44번째 대회로, 1999년 12월 26일에 나카야마 경마장에서 개최되었다.
그래스 원더가 스페셜 위크 등을 제치고 우승하여, 아리마 기념 2연패(連覇)를 달성했다.

## 출전마 정보
출전마의 연령 표기는 구 표기를 따른다.
| 마번 | 경주마            | 성별 | 연령         | 기수              | 배당률 (인기 순위) |
| ---- | ----------------- | ---- | ------------ | ----------------- | ------------------ |
| 1    | 나리타 탑 로드    | 수컷 | 4세 (현 3세) | 와타나베 구니히코 | 6.8 (4)            |
| 2    | 스에히로 커맨더   | 수컷 | 5세 (현 4세) | 고토 히로키       | 128.2 (12)         |
| 3    | 스페셜 위크       | 수컷 | 5세 (현 4세) | 다케 유타카       | 3.0 (2)            |
| 4    | 유세이 탑 런      | 수컷 | 7세 (현 6세) | 마쓰나가 미키오   | 139.9 (13)         |
| 5    | 스테이 골드       | 수컷 | 6세 (현 5세) | 구마자와 시게후미 | 31.6 (8)           |
| 6    | 심볼리 인디       | 수컷 | 4세 (현 3세) | 요코야마 노리히로 | 26.1 (7)           |
| 7    | 그래스 원더       | 수컷 | 5세 (현 4세) | 마토바 히토시     | 2.8 (1)            |
| 8    | 인터 플래그       | 수컷 | 5세 (현 4세) | 오카베 유키오     | 출전 취소          |
| 9    | 후사이치 에어데일 | 암컷 | 4세 (현 3세) | 후쿠나가 유이치   | 79.0 (10)          |
| 10   | 츠루마루 츠요시   | 수컷 | 5세 (현 4세) | 후지타 신지       | 12.1 (6)           |
| 11   | 티엠 오페라 오    | 수컷 | 4세 (현 3세) | 와다 류지         | 12.0 (5)           |
| 12   | 팔래노프시스      | 암컷 | 5세 (현 4세) | 에비다 마사요시   | 68.8 (9)           |
| 13   | 메지로 브라이트   | 수컷 | 6세 (현 5세) | 가와치 히로시     | 6.5 (3)            |
| 14   | 고잉 스즈카       | 수컷 | 7세 (현 6세) | 세리자와 준이치   | 163.6 (14)         |
| 15   | 다이와 오슈       | 수컷 | 6세 (현 5세) | 시바타 요시토미   | 95.1 (11)          |

## 경주의 진행
결승선 통과 후, 1·2위마가 사진 판정 대상이 되었다. 심의 결과, 코(4cm) 차이로 그래스 원더가 1위, 스페셜 위크가 2위가 되었다.

## 경주 결과
| 순위 | 마번 | 경주마            | 시간   | 도착차                              |
| ---- | ---- | ----------------- | ------ | ----------------------------------- |
| 1    | 7    | 그래스 원더       | 2:37.2 | -                                   |
| 2    | 3    | 스페셜 위크       | 2:37.2 | 코                                  |
| 3    | 11   | 티엠 오페라 오    | 2:37.2 | 목                                  |
| 4    | 10   | 츠루마루 츠요시   | 2:37.3 | {\displaystyle {\frac {1}{2}}}마신  |
| 5    | 13   | 메지로 브라이트   | 2:37.5 | 1마신                               |
| 6    | 14   | 고잉 스즈카       | 2:37.5 | 목                                  |
| 7    | 1    | 나리타 탑 로드    | 2:37.8 | {\displaystyle 1{\frac {3}{4}}}마신 |
| 8    | 12   | 팔래노프시스      | 2:38.1 | {\displaystyle 1{\frac {3}{4}}}마신 |
| 9    | 9    | 후사이치 에어데일 | 2:38.1 | 머리                                |
| 10   | 5    | 스테이 골드       | 2:38.2 | {\displaystyle {\frac {1}{2}}}마신  |
| 11   | 2    | 스에히로 커맨더   | 2:38.2 | 목                                  |
| 12   | 15   | 다이와 오슈       | 2:38.3 | {\displaystyle {\frac {1}{2}}}마신  |
| 13   | 4    | 유세이 탑 런      | 2:38.9 | {\displaystyle 3{\frac {1}{2}}}마신 |
| 14   | 6    | 심볼리 인디       | 2:39.2 | 2마신                               |
| DNS  | 8    | 인터 플래그       | -      | -                                   |

- DNS: 출전 취소 (Did Not Start)